# Pedreñalero

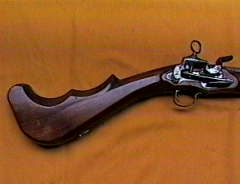
Escopeta con "llave de miquelete" con una culata inusual, posiblemente para el uso de soldados de los Presidios de California.

Un pedreñalero tenía por oficio fabricar pedreñales. Entendiendo por pedreñales "cualquier arma de fuego provista de una llave de pedreñal. Sin excluir algunas armas equipadas con llave de rueda, ni los arcabuces y mosquetes.
Los pedreñaleros trabajaban de forma especializada, con las denominaciones siguientes:
- "Canoners"
- "Encepadors"[3]
- "panyetaires". Maestros en fabricar llaves.

Las tres especialidades tenían responsabilidades y organizaciones separadas, pero se agrupaban bajo un gremio común formando parte de la cofradía de San Eloy.

## Historia

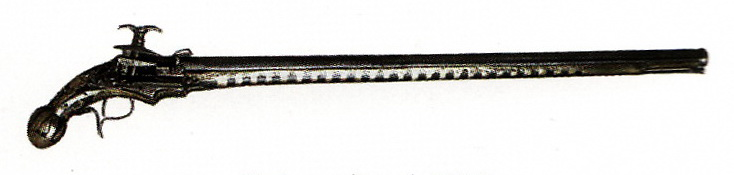
Pedreñal catalán del siglo XVII

Los pedreñaleros, por lo menos como denominación, fueron posteriores a la creación de los pedreñales.
La historia de los pedreñales es confusa y se mezcla con las otras armas de fuego, principalmenteː Escopetas y pistolas .

### Antecedentes

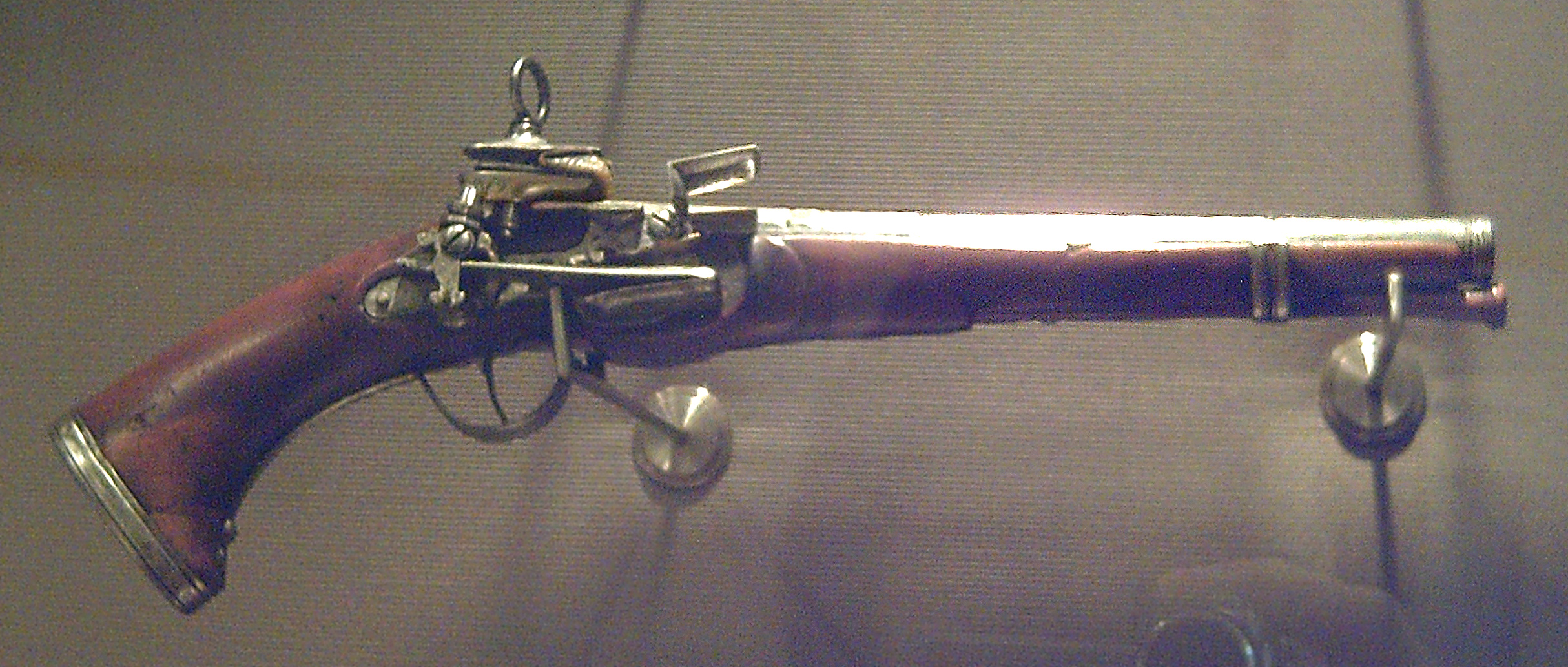
Pistola con "llave de miquelete" de 1733.

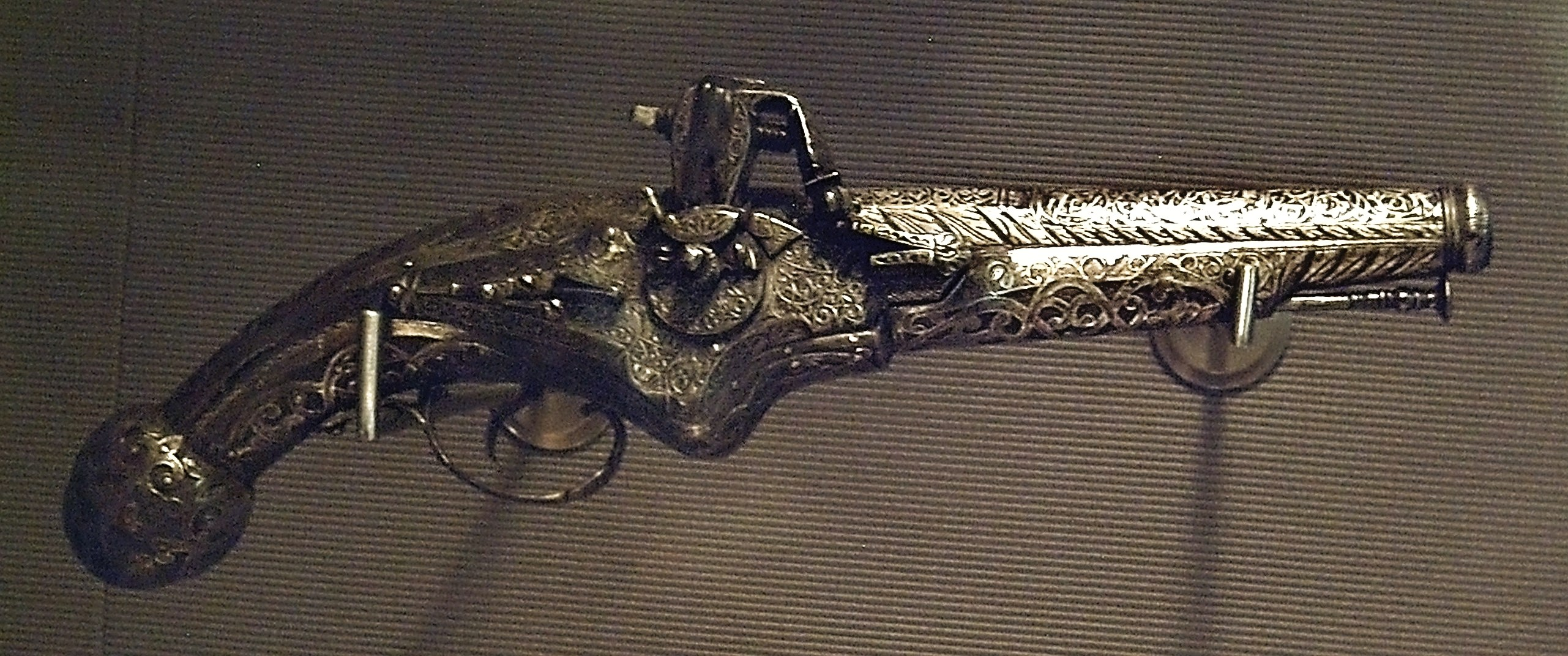
Pistola catalana del, con mecanismo de rueda, fabricada en Ripoll

Los fabricantes de ballestas fueron los antecesores de los pedreñaleros, aunque lo fueran de forma indirecta y figurada.
Una ballesta constaba, entre otras piezas, de un "arbrer" de madera, un arco de acero templado y una llave para disparar. El "arbrer" se convirtió en el "encep" de un arma de fuego (lo que hoy se denomina culata). El arco de acero pasó a ser el cañón del de la escopeta de pedreñal . Y el sistema de dispar, formado por la llave y la nuez, se convirtió en la llave de pedreñal.
Entre las primeras armas de fuego documentadas hay las ballestes de tro.
- 1300-1426. La primera documentación de una ballesta de trueno podría ser anterior a 1300. En cualquier caso sería anterior a 1426.[8][9]

“..., vos veets desparar una ballesta, qui es dita de tró, la qual tira una grossa pilota, e tira molt luny,… mes que es aer e fum de foch,…”.
 Biblia Parva.

- 1338.”Ballesta de tron de ferre”. Girona.[10]
- 1347.  Pedro III pide que desde el Reino de Mallorca se le envíen cuatro ballestas de trueno, pólvora y pelotas.[11]

Las ballestas de trueno tenían que tener un tipo de cañón (bastante resistente para resistir la presión de la pólvora) y un "encep". El mecanismo de disparo todavía no existía. Los primeros artesanos que las construyeron fueron los equivalentes de los futuros pedreñaleros.

## Documentos
- 1420. Sitio de Bonifacio por parte de la flota de Alfonso el Magnánimo. Son mencionadas las “bombardas manuales” , llamadas “escopetas”, que echaban balas de plomo.[12]

- 1431: Escopetas mencionadas por Alfonso el Magnánimo, como arma "conocida i necessària".[13]
- 1433. La flota de Alfonso el Magnánimo cargó en Barcelona:
  - 10.000 espingardesː “Més, portava .X. mília espinguardes, que lançaven les pedres de coure, axí com una nou”(“Más, traía .X. mília espingardes, que lanzavan las piedras de cobre como una nuez”).
  - 200 bombardas manualesː "Encara portava .CC. bonbardes xiques: cascuna lançava quatre o .V. rotlons de coure, e tiraven-ne axí com de huna balesta” (“Todavía traía .CC. bombardas chicas:cadauna lanzaba cuatro o .V. viratones de cobre, y las tiraban así cómo de una ballesta”.)[14]

- 1492. "Las primeras "escopetas" se vieron en España en 1492".[15]
- 1543. "...disparasen las escopetas de pedernal...".[16]
  - La cita anterior, de un libro del siglo XIX, traduce mal una referencia de 1565, mucho más cercana a los hechos.[17]

- 1550. Inventario de Fernando de Aragón, duque de Calabria: “Una scopeta de Boemia, de pedernal".[18]
- 1555. “Escopeta a so de ballesta desparada ab nou”.(“Escopeta con sonido de ballesta disparada con nuez”.[19]
- 1561. Memorial de Joan Copáis, escopeter y arcabucero de Vilareal, de las reparaciones de los “arcabuces escopetas” del Consejo de Vilareal. Es interesante por la terminología asociada a las armas de fuego de la época. Algunos términos son los siguientes: "caixes o caragols, mols (molls, molles?), claus, tornets, galetes, mires, punts, ametes, caixes dels arcabusos, fogons, cobertures de fogons, claus de colp (llaves de pedrenyal), claus de guero (?) de arcabusos".[20]
- 1571. Escopeta de rastrillo del guerrero morisco el Tuzaní, en la Rebelión de las Alpujarras.[21]

- 1586.“Constitutions fetes per la Sacra Catholica Real Magestat del Rey Don Phelip”. Prohibiciones sobre pedreñales.[22]
- 1600.“Depuis vingt ou trente ans, I’on appelle Petrinals de pareils instruménts...Et l’on croit que ceste arme soit invention de bandouiller des monts Pirenees.”. Origines des Chevaliers, Armoiries, et Heraux (etc.). Por Claude Fauchet.[23][24]

### Conclusiones basadas en los documentos
A partir del testigo del año 1571, es posible afirmar que, desde algunos años antes, en Valencia y en Xàtiva  había constructores de escopetas de rastrillo (con llave de pedreñal) y, por lo tanto, pedreñaleros.

## Detalles sobre las especialidades
Es posible ampliar, un poco, la información sobre las tres especialidades de los pedreñaleros.

### "Canoners"
Los "canoners" eran los responsables de hacer los cañones. El material de base lo proporcionaban las fraguas de las dos vertientes del Pirineo.
- El procedimiento simplificado de fabricación de un cañón era forjándolo alrededor de un mandril (de diámetro mucho más pequeño que el del agujero final). Una vez acabado el cañón en bruto, había que ajustar el ánima y afinar la parte exterior.
- Se trataba de un proceso largo y complejo, con mucha merma de material. Con muchas calentamientos y soldaduras a la temperatura de "hierro blanco".

Existen varias obras que tratan de la fabricación de cañones de armas de fuego manuales.

#### Calidades de los cañones catalanes
Hay un libro de 1795 que habla de los arcabuceros de Madrid: “Compendio histórico de los arcabuceros de Madrid”, de Isidro Soler.  La obra elogia la gran calidad de los arcabuces construidos en Madrid y, muy especialmente, la calidad de los cañones de arcabuz madrileños. Una parte del libro compara el precio de los cañones mencionados con el de los cañones fabricados a Biscaya y en Cataluña, afirmando la superioridad de los cañones madrileños.
- Dejando a un lado la fabricación de armas de lujo en Cataluña, no mencionada por Isidro Soler, no hay ningún testigo de pruebas comparativas de resistencia entre los cañones de lujo de Madrid y los cañones catalanes de precio moderado y fabricados “en serie”.
- La obra “CATALUÑA ARMERÍA DE LOS BORBONES. Las armas y los armeros de Ripoll, Barcelona, Manresa, Igualada de 1714 a 1794”, de Ricard MARTÍ, explica la fabricación masiva en Cataluña de armas de calidad en la época estudiada.
- Hay testigos que hablan de la precisión de las armas catalanas.
  - Sébastien Le Prestre de Vauban[30]
  - Lord Byron: “The unerring rifle of the Catalan...”[31]
  - 1789. Definición del término “escopeta” en portugués:  “Escopeta : Espingarda usada dos miqueletes atiradores mui certeiros, das montanhas de Catalunha”.[32]

### "Panyetaires"
Los "panyetaires" o maestros de obrar llaves de armas de fuego, eran los responsables de fabricar el mecanismo de dispar. Una de las llaves más usadas durante muchos años fue la Llave de Miquelete. Una variante de las llaves de pedreñal.
Las llaves de miquelete eran fiables, relativamente económicos, resistentes en condiciones de servicio (en la caza o en campaña) y más fáciles de reparar que las llaves de rueda.
- La historia de las llaves de miquelete y similares revolucionó el uso de las armas de fuego. Un mecanismo de dispar efectivo, asociado a un arma de fuego ligera y portátil, se difundió rápidamente. No siempre en beneficio de la sociedad. Pistolas y pedreñales cortos fueron usados por bandoleros, malhechores y ciudadanos violentos.
- Las armas asociadas a las llaves de pedreñal recibieron denominaciones variadas: arcabuces de pedreñal, escopetas de rastrillo, chispes, bufetons,...
- Una de las variantes de las armas de pedreñal resumió el sistema por antonomasia: el pedreñales. De hecho, los pedreñales que se hicieron famosos (en el peor sentido) fueran los pedreñales cortos. arcabuces de pedreñal con cañón de menos de tres palmos. Un tipo de pistolas con cañón largo. Su uso abusivo comportó varias leyes que limitaban su fabricación y tenencia. Finalmente fueron prohibidos completamente.[33]

### "Encepadors"
Los "encepadors" se encargaban de hacer la caja o "encep". Dedo de otro modo: los "encepadors" trabajaban la parte de madera de una escopeta, pistola, fusil o similar.
La madera empleada normalmente era la de nogal. Que tenía que haber sido cortada en tiempo favorable para usar las partes escogidas, muy secas y sazonadas. 
En contratos y documentos de revisión se detallan los defectos no deseados: madera blanca, verde o cortada por la veta. También hay documentos que detallan las características deseadas: madera de nogal (mejor del corazón del nogal), muy sazonada y sin defectos, adecuada para el servicio exigido.

### Aspectos legales
El gremio de los pedreñaleros, además de algunas leyes oficiales, seguía ordenaciones muy estrictas, semejantes a los otros gremios. Antes de llegar a ser maestro había que pasar por las etapas de aprendiz y de oficial. Y pasar las pruebas impuestas exigidas en cada caso.
No había basta, pero, con conocer el oficio y haber sido aprobado. Para ejercerlo, había que inscribirse y pagar la cuota correspondiente.
En el caso de los pedreñaleros, cada especialidad ("canoners", "encepadors" y "panyetaires") estaba separada de las otras. A efectos de normas y de examens. Hay constancia de pedreñaleros que eran maestras de más de una especialidad pero que sólo ejercían aquella en que estaban inscritos (y pagaban la cuota).

## Cambio de nombre de la profesión
El año 1781 había a Ripoll unas 400 personas dedicadas a fabricar armas de fuego, repartidas entre 75 obradores de llaves, 50 obradores de cañones y 20 obradores de "encepadors". La que antes había sido una producción artesana, con muchos clientes particulares civiles, se transformó en una actividad casi industrial, con el Estado español como cliente. Los pedreñaleros se convirtieron en armeros.

### Armeros posteriores a losDecretos de Nueva Planta
- 1715. La “Junta de Gobierno” se quejó al Capitán General de Cataluña. había sospechas que en los pueblos de Cataluña se fabricaban armas de forma clandestina.[34]
- 1715. Según un edicto del 26 de noviembre, promulgado por el capitán general de Cataluña sólo podrían hacer el oficio de armeros los pedreñaleros de Barcelona, Girona, Figueres, Vic, Olot, Ripoll, Manresa, Solsona, La Seu d'Urgell, Temple, Lleida, Tortosa, Tarragona, Tàrrega e Igualada. Los que fabricaran armas clandestinamente serían condenados a la pena capital.[35]
- 1770. Descripción de los dragons (soldados “de la colista”) de los presidios de California. “Los mayores ginetes del mundo...”, según palabras de Miquel Constançó. Entre otras armas traían una escopeta corta. La culata de alguna de las escopetas conservadas, de fabricación catalana,  parece apropiada para disparar con una mano, desde arriba del caballo, manteniendo la culata bajo el brazo.[36]
- 1778. Libro publicado: "Jurídica defiende de Damian Barrera y Joseph Antonio Parara, armeros de la ciudad de Barcelona,  asentistas de varios armamentos que se acusaron de falsos".[37]
- 1781. Publicación de un libro que argumenta la defensa de ocho armeros de la ciudad de Barcelona, acusados de haber actuado como jueces inexpertos y parciales en una causa de entrega de 5.200 armas de fuego depositadas a los Astilleros de Barcelona en 1773.[38]

Desde el punto de vista del oficio real de los acusados, el término genérico oficial es el de armero. Los pedreñaleros se habían convertido en “armeros”. Manteniendo las especialidades tradicionales de "canoners", "encepadors" y "panyetaires". (Alguno de los acusados era maestro en más de una especialidad).
1781. Libro “Manifiesto y defensa de la inocencia de don Antonio Sicardo”.